# Эбулиоскопия

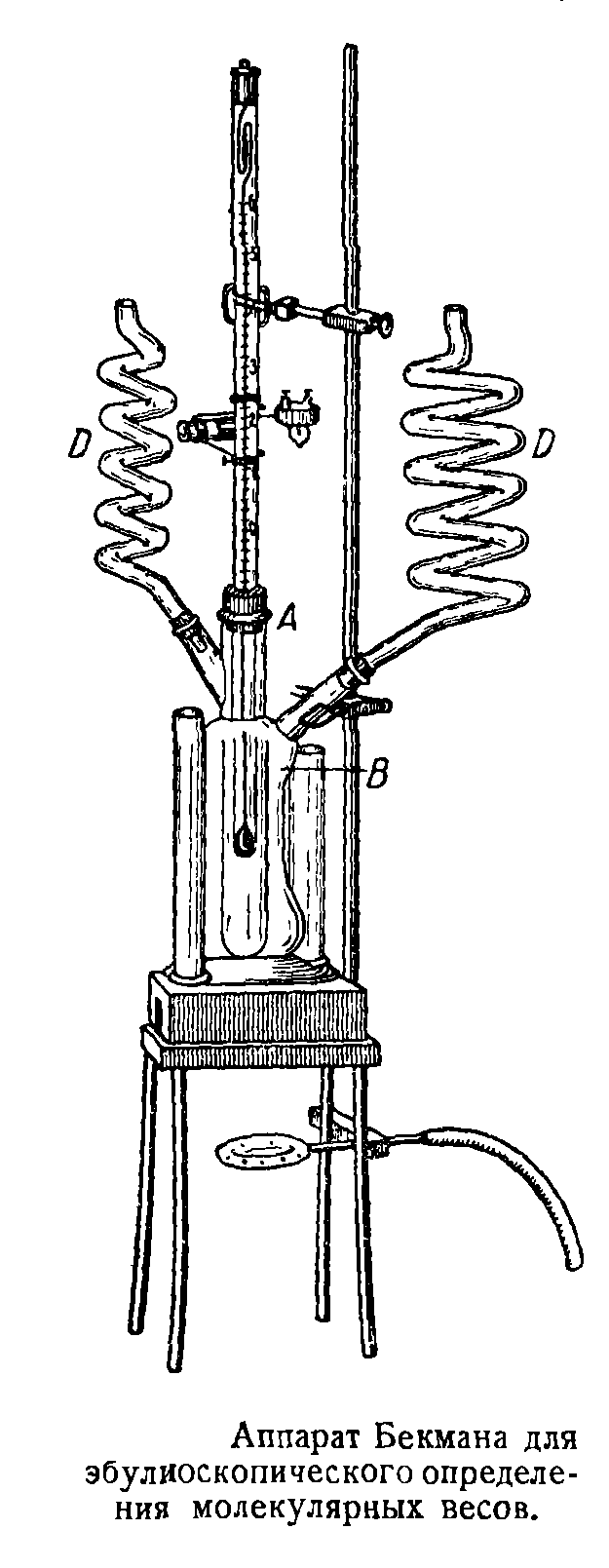
Аппарат Бекмана для эбулиоскопического определения молекулярных масс растворённых веществ

Эбулиоскопи́я (от лат. ebullio — вскипаю и др.-греч. σκοπέω — смотрю) — метод исследования растворов, основанный на измерении повышения их температуры кипения по сравнению с чистым растворителем. Используется для определения молекулярной массы растворенного вещества, активности растворителя, степени диссоциации (или изотонического коэффициента).
Температура кипения жидкости — такая температура, при которой давление пара над жидкостью равно внешнему давлению. В то же время давление пара над раствором нелетучего вещества практически полностью определяется давлением пара растворителя и, в соответствии с законом Рауля, может быть выражено уравнением:
{\displaystyle p_{1}=p_{1}^{0}\cdot x_{1}}
где {\displaystyle x_{1}} — мольная доля растворителя.
Видно, что при повышении концентрации растворенного вещества давление пара над раствором будет снижаться, а следовательно, при неизменном внешнем давлении, будет расти температура кипения.
С учётом уравнения Клапейрона — Клаузиуса можно показать, что изменение температуры кипения раствора ({\displaystyle \Delta T_{boil}}) может быть рассчитано по формуле:
{\displaystyle \Delta T_{boil}=\left[{\frac {R\cdot (T_{boil}^{0})^{2}M_{1}}{\Delta H_{boil}}}\right]\cdot Cm}
где {\displaystyle \Delta H_{boil}} — энтальпия испарения;
{\displaystyle M_{1}} — молярная масса растворителя;
{\displaystyle Cm} — моляльная концентрация растворенного вещества;
{\displaystyle T_{boil}^{0}}- нормальная температура кипения чистого растворителя (т.е. при давлении 1 бар).
Дробь в квадратных скобках в этом выражении зависит только от свойств растворителя — это так называемая эбулиоскопическая константа растворителя {\displaystyle \varepsilon } или Кэ, имеющая размерность [К кг/ моль]. Она равна повышению температуры кипения одномоляльного раствора.
Если известны изменение температуры кипения и концентрация раствора, можно определить молярную массу растворенного вещества:
{\displaystyle M_{2}=\varepsilon \cdot {\frac {a}{\Delta T_{boil}}}}
где a — число грамм растворенного вещества на 1000 г растворителя. Этот метод применим для разбавленных растворов нелетучих веществ и неэлектролитов.
Эбулиоскопический метод позволяет судить о состоянии вещества в растворах электролитов, так как для последних:
{\displaystyle \Delta T_{boil}=\varepsilon \cdot i\cdot n_{2}};
где i — изотонический коэффициент.
С помощью эбулиоскопии можно определить и активность растворителя, в соответствии с формулой:
{\displaystyle \ln a_{1}=-{\frac {\Delta H_{boil}}{RT_{boil}^{0}T_{boil}}}\Delta T_{boil}}